# Simplificación
En lógica proposicional, la simplificación (equivale a la sustitución de una conjunción por uno de sus componentes) es una inferencia inmediata válida, forma de argumento y regla de inferencia que hace que la inferencia de que, si la conjunción A y B es cierta, entonces A es verdad (o bien «B también es verdad», otra conclusión). La regla permite acortar las pruebas más largas mediante la derivación de una de las conjunciones de una conjunción en una línea por sí misma.
Un ejemplo en español:
Llueve y llueve a cántaros.
Por lo tanto, está lloviendo.
La regla se puede expresar el lenguaje formal como:
{\displaystyle {\frac {P\land Q}{\therefore P}}}
o como
{\displaystyle {\frac {P\land Q}{\therefore Q}}}
donde la regla es que cada vez que aparecen las instancias de «{\displaystyle P\land Q}» en las líneas de se puede colocar en una prueba, «{\displaystyle P}» o «{\displaystyle Q}» en una línea posterior.

## Notación formal
La regla de eliminación de la conjunción puede escribirse en la notación subsiguiente:
{\displaystyle (P\land Q)\vdash P}
o como
{\displaystyle (P\land Q)\vdash Q}
donde {\displaystyle \vdash } es un símbolo metalógico que significa que {\displaystyle P} es una consecuencia sintáctica de {\displaystyle P\land Q} y {\displaystyle Q} es también una consecuencia sintáctica de {\displaystyle P\land Q} en un sistema lógico;
y se expresa como una tautología funcional verdadera o teorema de la lógica proposicional:
{\displaystyle (P\land Q)\to P}
y
{\displaystyle (P\land Q)\to Q}
donde {\displaystyle P} y {\displaystyle Q} son proposiciones expresadas en algún sistema formal.